# Air Macau
Air Macau Company Limited (кит. 澳门航空) — авиакомпания из Макао. Осуществляет перевозки по 24 направлениям.

## История
Авиакомпания основана 13 сентября 1994 года. По состоянию на 2016 год в компании работают 1276 сотрудников.
Air Macau принадлежит CNAC (2,35%) местной туристической компании STDM (14%), EVA Air (5%), правительству Макао (3,75%), Air China (66,9%) и различным инвесторам (5%).